# Trận đấu cuối cùng
Trận đấu cuối cùng (tiếng Anh: The Last Duel) là một bộ phim điện ảnh thuộc thể loại hành động - sử thi - chính kịch của Anh - Mỹ công chiếu năm 2021, do Ridley Scott làm đạo diễn và đồng sản xuất, chuyển thể từ tác phẩm The Last Duel: A True Story of Crime, Scandal, and Trial by Combat in Medieval France của Eric Jager. Lấy bối cảnh ở Pháp thời Trung cổ, bộ phim có sự tham gia của Matt Damon trong vai Jean de Carrouges, một hiệp sĩ thách thức người bạn cũ của mình, Jacques Le Gris (Adam Driver) trong một cuộc đấu tay đôi theo luật pháp sau khi vợ của Jean, Marguerite (Jodie Comer), cáo buộc Jacques cưỡng hiếp cô. Các sự kiện dẫn đến cuộc đấu tay đôi được chia thành ba chương riêng biệt, phản ánh các quan điểm mâu thuẫn của ba nhân vật chính. Ben Affleck tham gia sản xuất phim kiêm vai diễn Bá tước Pierre D'Alençon. 
Việc lên ý tưởng chuyển thể cuốn sách của Jager thành phim được công bố lần đầu tiên vào năm 2015, mặc dù mãi đến tháng 7 năm 2019 thì dự án mới chính thức khởi động. Affleck và Damon mới được chính thức xác nhận là hai ngôi sao đóng chính và hợp tác viết kịch bản vào tháng 7, với Comer và Driver gia nhập dàn diễn viên vào cuối năm 2019. Quá trình quay phim chính được diễn ra ở Pháp và Ireland từ tháng 2 đến tháng 10 năm 2020, với việc lịch quay tạm gián đoạn trong vài tháng do ảnh hưởng của đại dịch COVID-19.
Trận đấu cuối cùng có buổi công chiếu tại liên hoan phim quốc tế Venezia lần thứ 78 vào ngày 10 tháng 9 năm 2021, và được 20th Century Studios phát hành tại các nước Anh, Mỹ và Việt Nam từ ngày 15 tháng 10 năm 2021. Bộ phim nhìn chung nhận về những đánh giá tích cực từ giới chuyên môn, với lời khen ngợi về phần diễn xuất của các diễn viên và giá trị sản xuất bộ phim, đồng thời còn so sánh sự tương đồng với bộ phim Rashomon vào năm 1950. Dù vậy, bộ phim là một thất bại về mặt doanh thu khi chỉ thu về 30,6 triệu USD từ kinh phí sản xuất lên đến 100 triệu USD. Bộ phim được Ủy ban Quốc gia về Phê bình Điện ảnh bầu chọn là một trong mười bộ phim hay nhất năm 2021.